# Artur Ruducha
Artur Ruducha (ur. 13 marca 1972 w Stargardzie) – polski ilustrator, rysownik i twórca komiksowy. Zwycięzca plebiscytu „Osobowość Roku 2020” w kategorii kultura (powiat śremski).
Urodził się w 1972 r. w Stargardzie (dawniej: Stargardzie Szczecińskim). Dorastał, inspirując się pracami polskich klasyków komiksowych, takich jak m.in. Henryk Jerzy Chmielewski, Tadeusz Baranowski, Janusz Christa, Grzegorz Rosiński. Autor edukacyjnych rysunków i ilustracji dla takich wydawców jak Heinle, Cambridge, Macmillan Polska, Hachette Livre, Langenscheidt, Aksjomat, Nowa Era.
Pierwsze komiksy jego autorstwa w postaci albumów „Kraina Crunch” (2001) i „Crunch Cup 2002” (2002) były częścią kampanii reklamowej Lorenz Snack-World. W roku 2006 dla Macmillan Polska wykreował ilustracje i komiks w odcinkach pt. “Super Kids 3” do książek edukacyjnych do nauki języka angielskiego.
W 2013 roku stworzył komiksowy album „Legendy Śremskie na wesoło” zawierający legendy miasta Śrem w Wielkopolsce. Drugi tom „Legendy Śremskie na wesoło 2” ukazał się w 2019 roku. W 2015 roku dla miasta Śrem narysował edukacyjny komiks dla dzieci o ekologii pt. „Woda, niebo, słońce, las … chrońmy ziemię póki czas”.
Na przełomie 2017 i 2018 roku stworzył „To rozśmiesza, to porusza… Czar komiksów Tadeusza!” – komiks poświęcony twórczości komiksowej Tadeusza Baranowskiego.
Współpracuje z pisarzem i scenarzystą komiksowym Danielem Koziarskim, z którym wspólnie tworzy serię komiksową “Kapitan Szpic”: „Kapitan Szpic i wielki cyrk” (2018), „Kapitan Szpic i Czarna Niechcesete” (2019), „Kapitan Szpic i popielniczka z negatywką” (2019), “Kapitan Szpic i tajemnica starej naczepy” (2020).
W 2020 opublikował “Historia Śremu na wesoło” – pierwszy tom humorystycznego komiksu przedstawiającego dzieje miasta Śrem (od 4500 r. p.n.e. do 1793 r.).
Na przełomie 2020/2021 zadebiutował autorskim komiksem pt. „Bum! Z prawego, Bęc! Z lewego – W poszukiwaniu tego i owego.” na łamach pisma RELAX nr 32, 33 i 35 – reaktywowanego magazynu opowieści rysunkowych (powstałego w latach 70./80. XX wieku).
W 2021 opublikował piąty zeszyt serii „Kapitan Szpic i upiory przeszłości” oraz drugą część komiksu “Historia Śremu na wesoło” – będącą kontynuacją dziejów miasta Śrem od 1793 r. do 1990 r.
Z początkiem 2022 wspólnie z Danielem Koziarskim (scenariusz), tworzy nową serię komiksową pt. „Piraci z Wysp Szczęśliwych” – w tymże roku ukazał się pierwszy album serii pod tytułem ”Podstęp Czarnego Egona”. W 2023 ukazał się drugi album serii „Piraci z Wysp Szczęśliwych” pod tytułem „Wielka maskarada”. W tym samym roku autor zagościł na łamach publikacji „Encyklopedia kreskówek wyssanych z miętówek” – albumie komiksowym, stworzonym przez fanów twórczości komiksowej Tadeusza Baranowskiego, do której wykonał wyklejkę okładki oraz autorską planszę komiksową.
W 2024 narysował komiks o wampirach pt. „Emigracja zewnętrzna” (scen. Daniel Koziarski), który opublikował w magazynie krytyki komiksowej i badań komiksu „Zeszyty Komiksowe” (#37: Horror).
W tym samym roku przedstawił autorską interpretację okładki komiksu „Kajko i Kokosz” Janusza Christy pt. „Festiwal czarownic”, którą opublikował w ramach specjalnego, urodzinowego wydania albumu komiksowego „Kajko i Kokosz – Szkoła latania” Janusza Christy, w formule albumu tworzonego przez kilkudziesięciu różnych rysowników do jednej historii. Następnie, ukazał się trzeci album serii „Piraci z Wysp Szczęśliwych” pod tytułem „Sztuka przekrętu”.
W 2025 na łamach magazynu komiksowego „Komiks i My” (Numer 1 (16)/2025) opublikował short komiksowy pt. „Egzamin Pif-Pafa” (scenariusz i rysunki, współscenarzysta: Daniel Koziarski).

## Opublikowane komiksy
- 2007 – Antologia w hołdzie Tytusowi (Łódzki Dom Kultury)[19]
- 2009 – Antologia w hołdzie Tadeuszowi Baranowskiemu (Stowarzyszenie Twórców „Contur”)[20]
- 2011 – Antologia w hołdzie Szarlocie Pawel (Stowarzyszenie Twórców „Contur”)[21]
- 2013 – Legendy Śremskie na wesoło (Urząd Miejski w Śremie)[22]
- 2014 – 30 lat Tajfuna – w hołdzie Tadeuszowi Raczkiewiczowi (Ongrys)[23]
- 2015 – Przygody Śremka Ekologa – Woda, niebo, słońce, las … chrońmy ziemię póki czas! (Śremski Ośrodek Kultury)[24]
- 2017 – To rozśmiesza, to porusza… Czar komiksów Tadeusza! (Ongrys)[25]
- 2018 – Kapitan Szpic i wielki cyrk (Ongrys)[26]
- 2019 – Kapitan Szpic i Czarna Niechcesete (Ongrys)[27]
- 2019 – Legendy Śremskie na wesoło 2 (Urząd Miejski w Śremie)[28]
- 2019 – Kapitan Szpic i popielniczka z negatywką (Ongrys)[29]
- 2020 – Kapitan Szpic – 4 – Kapitan Szpic i tajemnica starej naczepy (Ongrys)[30]
- 2020 – Historia Śremu na wesoło (Urząd Miejski w Śremie)[7]
- 2021 – Kapitan Szpic – 5 – Kapitan Szpic i upiory przeszłości (Ongrys)[9]
- 2022 – Piraci z Wysp Szczęśliwych – 1 – Podstęp Czarnego Egona (Ongrys)[11]
- 2023 – Piraci z Wysp Szczęśliwych – 2 – Wielka maskarada (Ongrys)[12]

## Wybrane ilustrowane książki
- 2008 – Frigide Barjot: Jak wychować męża (Hachette Livre Polska)[31]
- 2008 – Barbara Hager: „Happy kids”: junior English course. Język angielski: kurs angielskiego dla najmłodszych (Hachette Livre Polska)[32]
- 2018 – Michał Piedziewicz: Ćwierćfinał to już coś! (Wydawnictwo Bis)[33]
- 2019 – Michał Piedziewicz: To nie tak miało być… (Wydawnictwo Bis)[34]